# Jam9
Jam9（ジャムナイン）は、日本の音楽ユニット。

## メンバー
| 名前              | 生年月日              | 出身地                                | 担当                   | 在籍期間        | 備考                                             |
| ----------------- | --------------------- | ------------------------------------- | ---------------------- | --------------- | ------------------------------------------------ |
| イシノユウキ      | 1984年3月11日（41歳） | 日本 静岡県浜松市                     | リードボーカル ギター  | 2003年3月13日 - | Giz'Moの弟。旧芸名はPRINCE.YK（? - 2016年1月）。 |
| Giz'Mo（ギズモ）  | 1981年3月19日（43歳） | 日本 静岡県浜松市                     | ラップ ボーカル ベース | 2003年3月13日 - | リーダー。イシノユウキの兄。                     |
| MOCKY（モッキー） | 1979年8月9日（45歳）  | 日本 静岡県小笠郡浜岡町（現御前崎市） | DJ                     | 2003年3月13日 - | 救急救命士資格所持。                             |

## 経歴

### 逆境
メンバー達は学生時代は上手く行かず、勉強やスポーツで大した結果を残す事ができなかったといい、結成後の他県での初ライブ時にライブハウスの入口にユニット名の後ろに「静岡）」と書かれていたのを見てとても感動し、自分達が初めて故郷の名前を背負って競い合う事に使命感とプライドが芽生えた瞬間だったという。
結成前はdeep-slap（イシノユウキがギターでGiz'Moがベースの4人組ミクスチャー・ハードロックバンド）にてGiz'Mo・イシノユウキ兄弟が活動していたが、他2名が脱退。Giz'Moが仕事先にて休憩中に、脱退の連絡を受けた電話を切った3秒後に仕事先の新人として入ってきた人物がDJとして活動していたMOCKYであり、3人で音楽ユニットを組むことになり、2003年３月13日に静岡県浜松市にてJam-9を結成。
結成前のMOCKYはインストやダンスミュージックが好きなジャンルであったが、王道J-POPには触れておらず、Jam-9結成を機に王道J-POPやヒップホップの楽曲に多く触れるようになる。当初はギター・ベース・DJのユニットとして活動していた。メンバーはJam-9結成を「転換期」と呼び、元々活動していたバンドとは違い、全てが新しい挑戦であったという。楽曲制作に関してはコンピューターで音楽制作を行うDTMを新たに導入し、テクニカルな部分を排除し、飾った表現よりもメロディと言葉を志向した。色々な要素を楽曲に詰め込むのではなく、メンバーそれぞれの持ち味に特化した要素を入れて制作していき、ギターやベースといった楽器音源よりも先進的なDTM音源を積極的に取り入れていくなど攻め気の姿勢で行動を起こしていった。
デビューの話があったが、中止になったことがあるなど多くの逆境があった。Giz'Mo・イシノユウキ兄弟は同派遣会社に登録しており、イシノユウキは派遣先のハローワークの整理券配布、Giz'Moは派遣先工場にて仕事していたが、2008年のリーマン・ショックによって派遣会社が倒産寸前になって仕事がなくなったことにより派遣切りの逆境に遭い、無職になる。イシノユウキは整理券配布の仕事に苦しんでいたり未来へ不安を感じて諦めかけていたが、イシノユウキの仕事先のハローワークにリーマン・ショックによる職探しのために訪れていた失職者の前向きな姿に励まされたことで割り切り、更にJam-9の楽曲を高評価していたドリーミュージック関係者より制作者としてドリーミュージックに1年間トライアル所属することを誘われ、「やっぱり曲だけは他の人たちに劣ってない物が作れてるんだ」と思い、ドリーミュージックにトライアル所属する。東京に住まないと音楽活動は難しいという事を他者から散々言われていたり、予算の関係によりライブハウス等にてライブを行う事はできなかったが、逆風にめげずに浜松の人々に支えられながら毎日ストリートライブを開催するなど、無職の状態でも攻め気の姿勢を崩さずに精力的に活動を行なっていった。

### 躍進
向かい風に面しながら強気にアクションを起こし続けたことにより知名度が広がり、逆風が追い風に変わり始め、転機が訪れた。2009年8月26日リリースのシングル『ROOKIE PLAYERS』収録曲『衝動 ～beleave myself〜』が清水エスパルスの『2009 The DARBY～真夏の衝動～』主題歌に起用されたことで知名度が広がる。2010年1月27日リリースのAZU『YOU & I (feat. LOVE LOVE LOVE)』収録曲『YOU & I (feat. LOVE LOVE LOVE)』の作曲に参加。
ユニット名からハイフンを除外したJam9名義で、ドリーミュージックより2010年6月23日リリースのシングル『家族』でメジャー・デビュー。『家族』がヒットし、9放送局とタイアップを結ぶ。
清水エスパルス 公式アーティストであり、2015年まで企画主題歌、2016年よりシーズン主題歌に起用され続けており、2011年7月20日リリースのアルバム『絆』収録曲の力強い応援歌『42.195』は2011年にホーム試合BGM曲に起用されている。
2011年に浜松市より「浜松市やらまいか大使」を委嘱される。2012年12月4-11日に静岡県の人権週間メッセンジャーに起用される。2013年リリースのシングル『LINK!!』収録曲『LINK!!』が10月に鈴与グループのCM曲に起用される。2014年に『VISIT47』（キャンピングカーで全国47都道府県を巡るライブツアー）を開催。2015年より静岡トヨペットのCMに楽曲を起用され続けている。
イシノユウキが2016年リリースのアルバム『THE GOLDEN HITS 1984-2016』、Giz'MoがGiz'Mo from Jam9名義で2020年6月23日リリースのシングル『anyday anytime』、MOCKYがDJ MOCKY名義で2021年3月31日のシングル『DORAYAKI』でソロデビュー。また2021年からJam9 sound design名義としても活動開始。
制作者としても活躍しており、2012年10月3日リリースのE-girlsへの提供シングル『Follow Me』はオリコンチャート シングルランキング2位を記録。2015年9月16日リリースのAAAへの提供曲『愛してるのに、愛せない』は第57回日本レコード大賞 優秀作品賞を受賞。
2022年11月9日リリースのKing & Princeへの提供曲『彩り』はオリコンチャート 週間・月間ランキング1位、Billboard Japan Hot 100 1位を記録し、Jam9最大の記録となった。
華原朋美・剛力彩芽・倖田來未・Dream・乃木坂46・遊助やK-POPのKARA・2PM・TWICEへも楽曲を提供している。

## 発言
イシノユウキは2023年7月14日にラジオにて、逆境に面しながらも積極的に活動を行なった事について「多くの人が難しいと感じることだからこそやる価値があると思い、自分たちを信じ続けてたことが、今につながっていると言います。一番大切なのは本気であることで、本気でやっていれば、振り向いてくれる人、一緒に目標を叶えようとしてくれる人が集まってくれる。これは、どんな仕事でも、そして都会でも地方でも変わらない」と語っている。

## 作品

### ボックスセット

#### CD-BOX
| No. | タイトル                       | リリース日    | 収録曲 | 備考    |
| --- | ------------------------------ | ------------- | ------ | ------- |
| 1   | birth!!「10YEARS HISTORY BOX」 | 2017年5月20日 | 全70曲 | 5枚組。 |